# Milonice (Blansko)
Milonice é uma comuna checa localizada na região de Morávia do Sul, distrito de Blansko.